# Aplonis metallica
Aplonis metallica là một loài chim trong họ Sturnidae.

## Hình ảnh

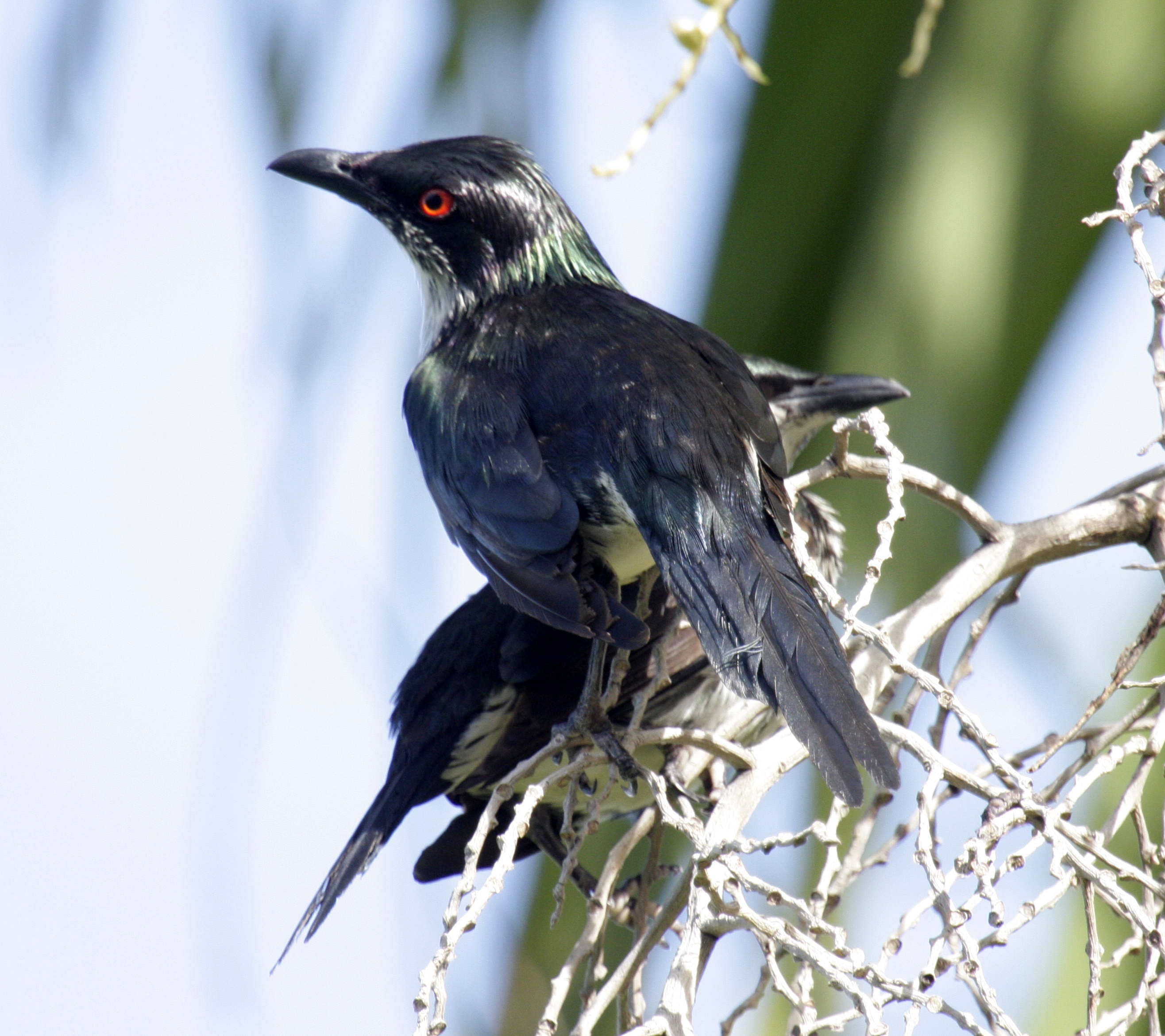
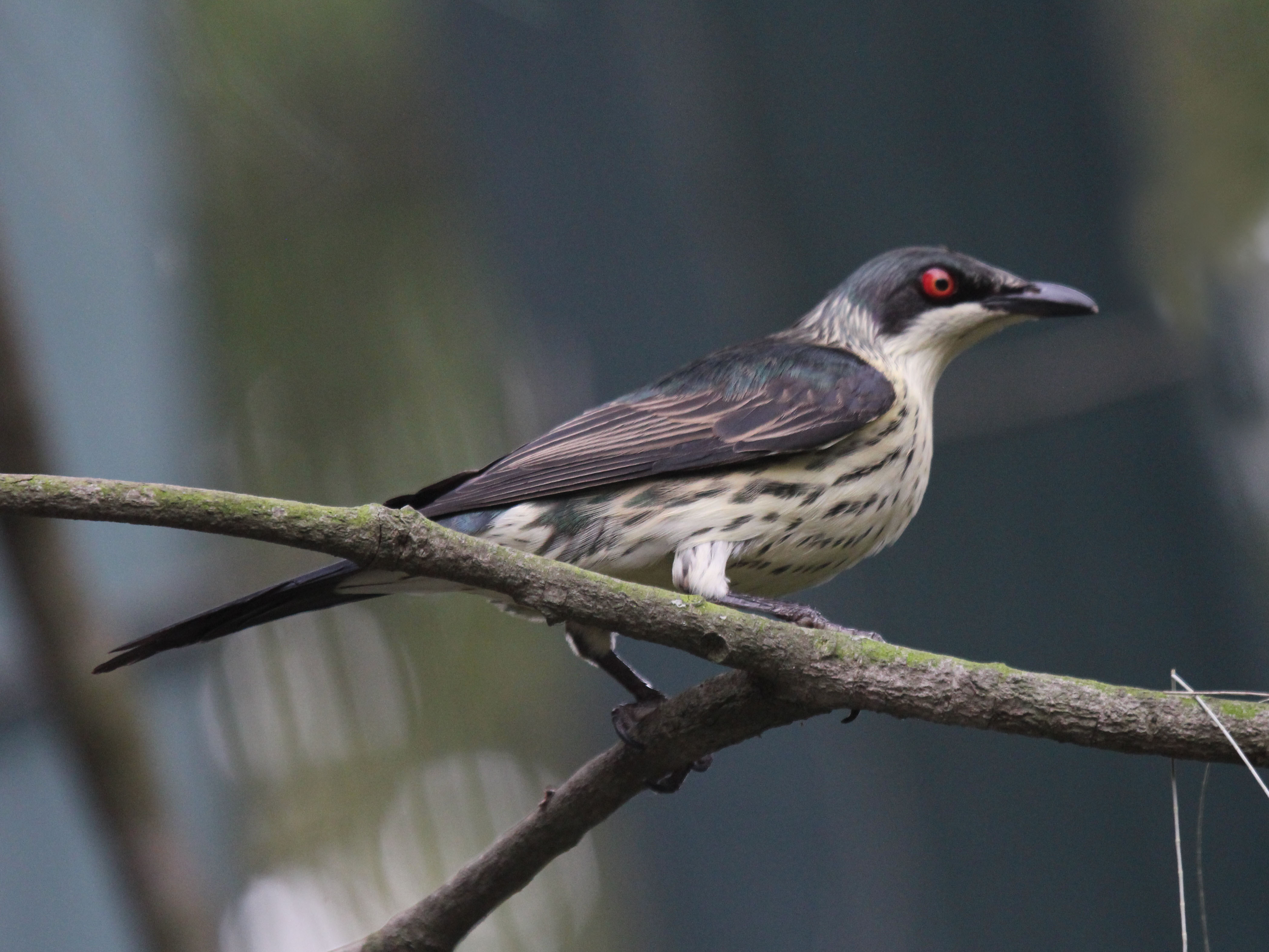
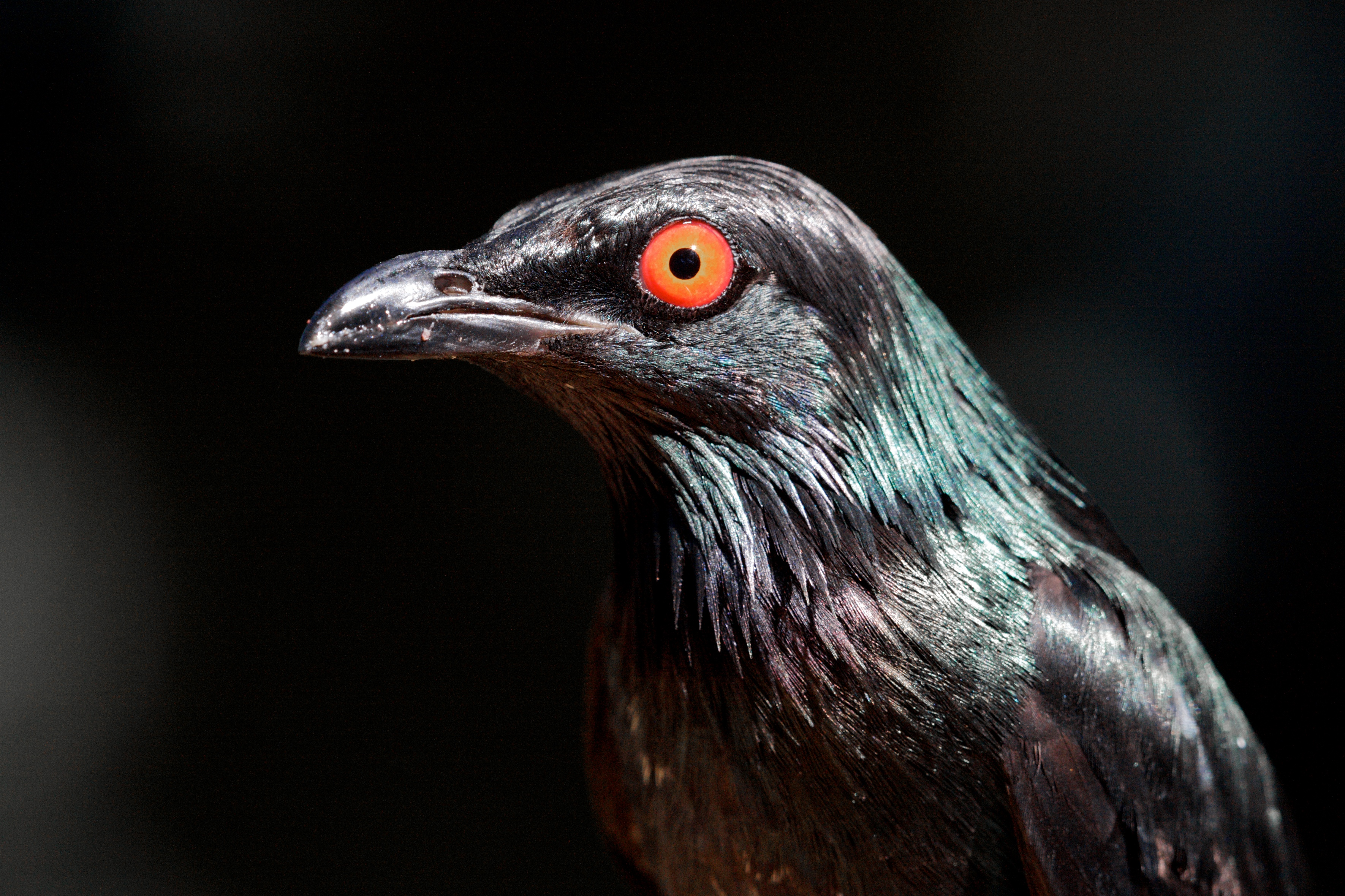
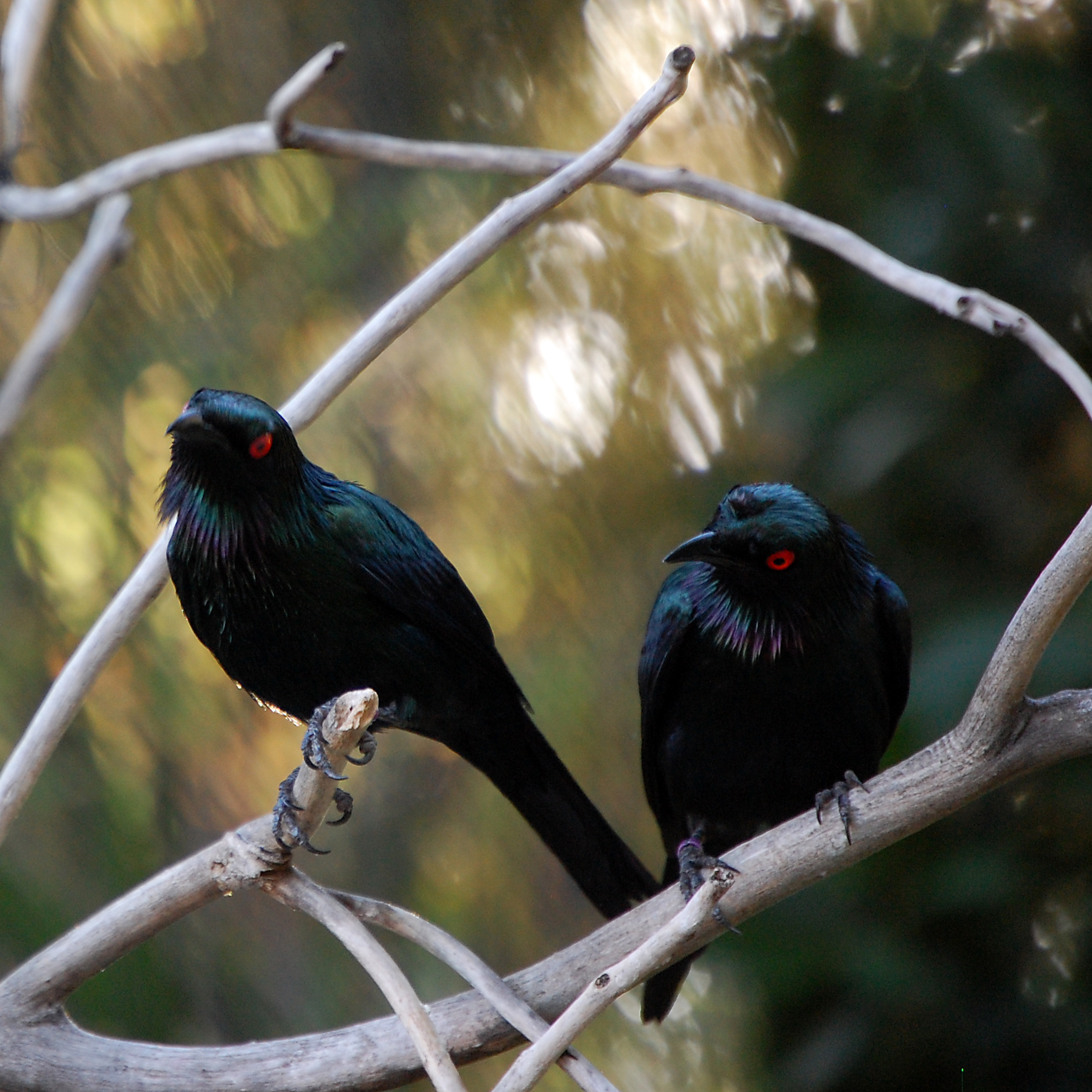